# Aadorp
Aadorp egy település Hollandiában, Almelo város északi oldalán. 2001 óta az Almelo községhez tartozik. Lakosainak száma 1520 fő.

## Története
A település 1900 és 1920 között alakult ki, amikor a környékbeli munkanélküliség csökkentésének érdekében új munkahelyeket hoztak létre az itt húzódó csatorna térségében. 1930-ig a mai Aadorp-West neve De Woesten, a mai Aadorp-Oost neve Buiten Wonen volt.